# Rabi ibne Ziade Alariti
Rabi ibne Ziade Alariti (Rabi ibn Ziyad al-Harithi) foi um líder árabe militar, que serviu os Califados Ortodoxo e Omíada.

## Vida
Em 651, Rabi ibne Ziade invadiu a província sassânida do Sacastão. Depois de algum tempo, alcançou Zalique, uma cidade fronteiriça entre Carmânia e Sacastão, onde forçou o degã da cidade a reconhecer a autoridade muçulmana. Ele então fez o mesmo com a fortaleza de Carcuia, que tinha um famoso templo de fogo, que é citado na História do Sistão. Ele então continuou e tomou mais territórios na província. Depois, sitiou a capital Zaranje, e após uma pesada batalha fora da cidade, seu governador Aparviz se rendeu.
Quando Aparviz foi a Rabi para discutir as condições de um tratado, viu que estava usando os corpos de dois soldados mortos como cadeira. Isso horrorizou Aparviz, que de modo a poupar os habitantes do Sacastão dos árabes, fez a paz com eles em troca de um pesado tributo de 1 milhão de dirrãs, bem como 1 000 escravos rapazes (ou moças) portando 1 000 vasos dourados. Rabi foi então nomeado como governador da província. 18 meses depois, Rabi foi convocado a Baçorá e foi substituído por Abderramão ibne Samura como governador. Em 671, foi nomeado como governador do Coração, onde foi capaz de expandir o poder muçulmano no Oriente tão longe quanto Bactro. Em 673, abedalá ibne Rabi, seu filho, sucedeu-o como governador.